# Streitkräfte von Honduras
Die Streitkräfte von Honduras (Fuerzas Armadas de Honduras) stellen zusammen mit der Grenzwache die bewaffneten Einheiten des Staates Honduras dar. Das Militär ist ein stehendes Berufsheer von rund 15.500 Mann. Die allgemeine Wehrpflicht wurde 1995 abgeschafft.
Die Ausrüstung des Heeres wird hauptsächlich in den USA gekauft. Das Militär ist aus heutiger Sicht veraltet und kann derzeit auch die internen Unruhen durch die Maras (bewaffnete Jugendbanden) in den Armenvierteln nicht bezwingen.

## Auftrag
Der Staat hat keine militärischen Bündnisse und die Armee soll die Grenzen des Landes verteidigen.

## Geschichte
Nach dem Zweiten Weltkrieg wurde in Honduras ein Milizheer eingeführt. Durch die schlechten Lebensumstände und die wirtschaftliche Lage kam es aber immer öfter zu bewaffneten Konflikten mit den Nachbarstaaten, vor allem El Salvador. Der Fußballkrieg ist ein Beispiel für die unkontrollierbare Lage des Militärs. Seit den 1970er Jahren gibt es an den Staatsgrenzen Stützpunkte für die United States Army. Das Militär wurde in dieser Zeit von erfolgreichen Putschisten regiert. Erst 1999 wurde das Kommando durch einen Entschluss des Parlaments dem Präsidenten von Honduras unterstellt. Dieser hat aber kaum Kontrolle über die Soldaten, was der Staatsstreich in Honduras 2009 zeigte: Präsident Manuel Zelaya wurde am 28. Juni von meuternden Einheiten gefangen genommen und verschleppt.

## Organisation
Das Militär hatte 2021 ein Jahresbudget von 400 Millionen US-Dollar, das sind 1,6 Prozent des BIP. Mit ihnen werden vor allem Ausrüstung und Waffen gekauft. Militärisch gesehen sind die Waffen veraltet, hauptsächlich Material aus dem Zweiten Weltkrieg, wie der Fußballkrieg als letzter Krieg, der mit Propellerflugzeugen ausgefochten wurde zeigt. Es gibt derzeit etwa 20.000 stehende Soldaten in Honduras, davon sind 7.500 Mann beim Heer, 1.500 bei der Marine, 2.500 bei der Luftwaffe und 4.000 bei der Militärpolizei (Stand 2019).

## Ausrüstung

### Luftwaffe
Die Luftwaffe verfügt über folgende Flugzeug- und Hubschraubertypen (Stand Ende 2020):
| Flugzeug                       | Foto           | Herkunft           | Verwendung            | Version              | Aktiv          | Bestellt       | Anmerkungen    |
| Kampfflugzeuge                 | Kampfflugzeuge | Kampfflugzeuge     | Kampfflugzeuge        | Kampfflugzeuge       | Kampfflugzeuge | Kampfflugzeuge | Kampfflugzeuge |
| ------------------------------ | -------------- | ------------------ | --------------------- | -------------------- | -------------- | -------------- | -------------- |
| Cessna A-37 Dragonfly          |                | Vereinigte Staaten | Kampfflugzeug         |                      | 9              |                |                |
| F-5 Freedom Fighter            |                | Vereinigte Staaten | Jagdflugzeug          | F-5E                 | 3              |                |                |
| Flugzeuge für Spezialmissionen |                |                    |                       |                      |                |                |                |
| Beechcraft King Air            |                | Vereinigte Staaten | Aufklärungsflugzeug   | King Air 200         | 1              |                |                |
| Transportflugzeuge             |                |                    |                       |                      |                |                |                |
| Cessna 208                     |                | Vereinigte Staaten | Transportflugzeug     |                      | 4              |                |                |
| Let L-410                      |                | Tschechoslowakei   | Transportflugzeug     |                      | 2              | 1              |                |
| Piper PA-31                    |                | Vereinigte Staaten | Transportflugzeug     |                      | 1              |                |                |
| Piper PA-34                    |                | Vereinigte Staaten | Transportflugzeug     |                      | 1              |                |                |
| Aero Commander 500             |                | Vereinigte Staaten | Transportflugzeug     | Turbo/Twin Commander | 3              |                |                |
| Schulflugzeuge                 |                |                    |                       |                      |                |                |                |
| Embraer EMB-312                |                | Brasilien          | Schulflugzeug         |                      | 8              |                |                |
| F-5 Freedom Fighter            |                | Vereinigte Staaten | Schulflugzeug         | F-5F                 | 1              |                |                |
| Hubschrauber                   |                |                    |                       |                      |                |                |                |
| Bell UH-1                      |                | Vereinigte Staaten | Mehrzweckhubschrauber | UH-1H                | 8              |                |                |
| Bölkow Bo 105                  |                | Deutschland        | Mehrzweckhubschrauber |                      | 1              |                |                |
| Bell 412                       |                | Vereinigte Staaten | Mehrzweckhubschrauber |                      | 4              |                |                |